# رونيوية
رونيوية (الاسم العلمي: Runella) هي جنس من البكتيريا، سلبية الغرام، تتبع فصيلة لاغفات. سميت بذلك لأنها تشبه حروف الأبجدية الرونية.

## أصنوفات
الأصنوفات الأدنى لهذا الكائن:
- كود سباركل
- تحديث القائمة

نوع:رونيوية ذروية 
اسم علمي: Runella zeae

نوع:رونيوية شبيهة الرشيق اللزج 
اسم علمي: Runella slithyformis

نوع:رونيوية طينية 
اسم علمي: Runella limosa

نوع:رونيوية مجاريرية 
اسم علمي: Runella defluvii

نوع:Runella palustris 
اسم علمي: Runella palustris